# Anito

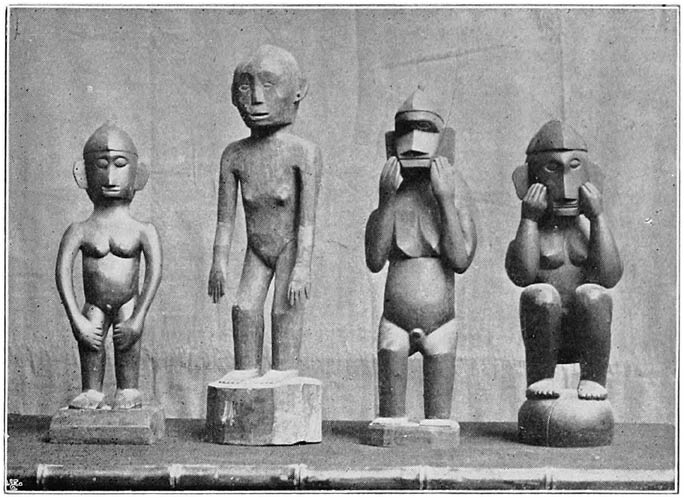
Varios bulul igorotes representando los espíritus de antepasado (1900)

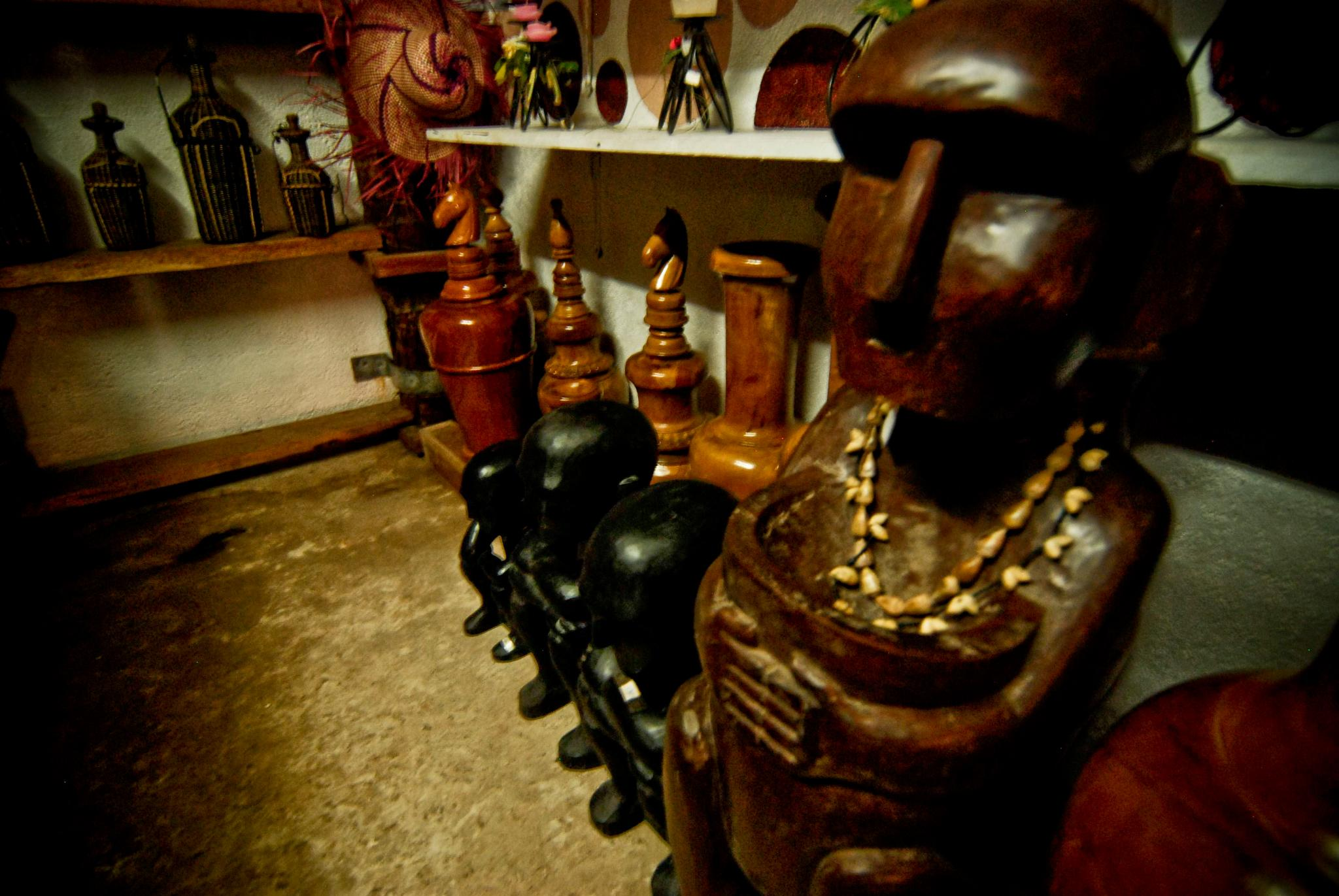
Tallas taotao en una tienda de souvenires en la Isla Siquijor.

Anito, o anitu, en la mitología filipina, se refiere a los espíritus ancestrales, los espíritus de los muertos, los espíritus malignos y los ídolos de madera que los representan o los albergan. En contraste, en el contexto de la religión popular, Anito tiene un significado más amplio. Se refiere a los espíritus ancestrales, los espíritus de la naturaleza y las deidades veneradas en las religiones indígenas filipinas desde la era precolonial hasta el presente. La interpretación específica del término varía según el grupo étnico.
Diwata, en la mitología filipina, se refiere a hadas, espíritus de la naturaleza, seres celestiales y dioses mitológicos. En la religión popular, el término describe específicamente a los seres celestiales y espíritus de la naturaleza que nunca fueron humanos. Los Diwata pueden abarcar desde espíritus de objetos, plantas o animales hasta deidades que representan fuerzas naturales o conceptos abstractos, e incluso dioses dentro de un panteón.
El ritual pag-anito es una sesión espiritista acompañada de otros rituales o celebraciones, en el que un chamán (en bisayano, babaylan, y en tagalo, katalonan) hace de médium para comunicarse directamente con los espíritus. Cuando se pide la implicación de una divinidad concreta se denomina pagdiwata. También, el acto de adoración o el sacrificio religioso es a veces referido como anito.
A la creencia en los anito se la ha llamado también anitismo (o anitería).

## EspíritusAnito
La religión en la Filipinas precolonial era principalmente animista. Los nativos filipinos creían que los espíritus habitaban en rocas y árboles hasta animales y humanos e incluso fenómenos naturales. Estos espíritus llamados conjuntamente como anito, que derivada del proto-malayo-polinesion *qanitu y a su vez del proto-austronesio *qaNiCu («espíritu del muerto»). La palabra tiene varios cognados lingüísticos: en micronesio aniti, en malayo e indonesio hantu o antu, en lengua li'o o nage, nitu y en polinesio aitu o atua. También entre los aborígenes taiwaneses: anito para la etnia tao, alid para los taivoan, utux para los seediq y atayal, hanitu o hanidu para los bunun y hicu para los tsou.
Los anitos puede subdividirse en dos categorías principales: los espíritus de antepasado (ninunò), y deidades y espíritus de naturaleza (diwata).

### Espíritus de los antepasados

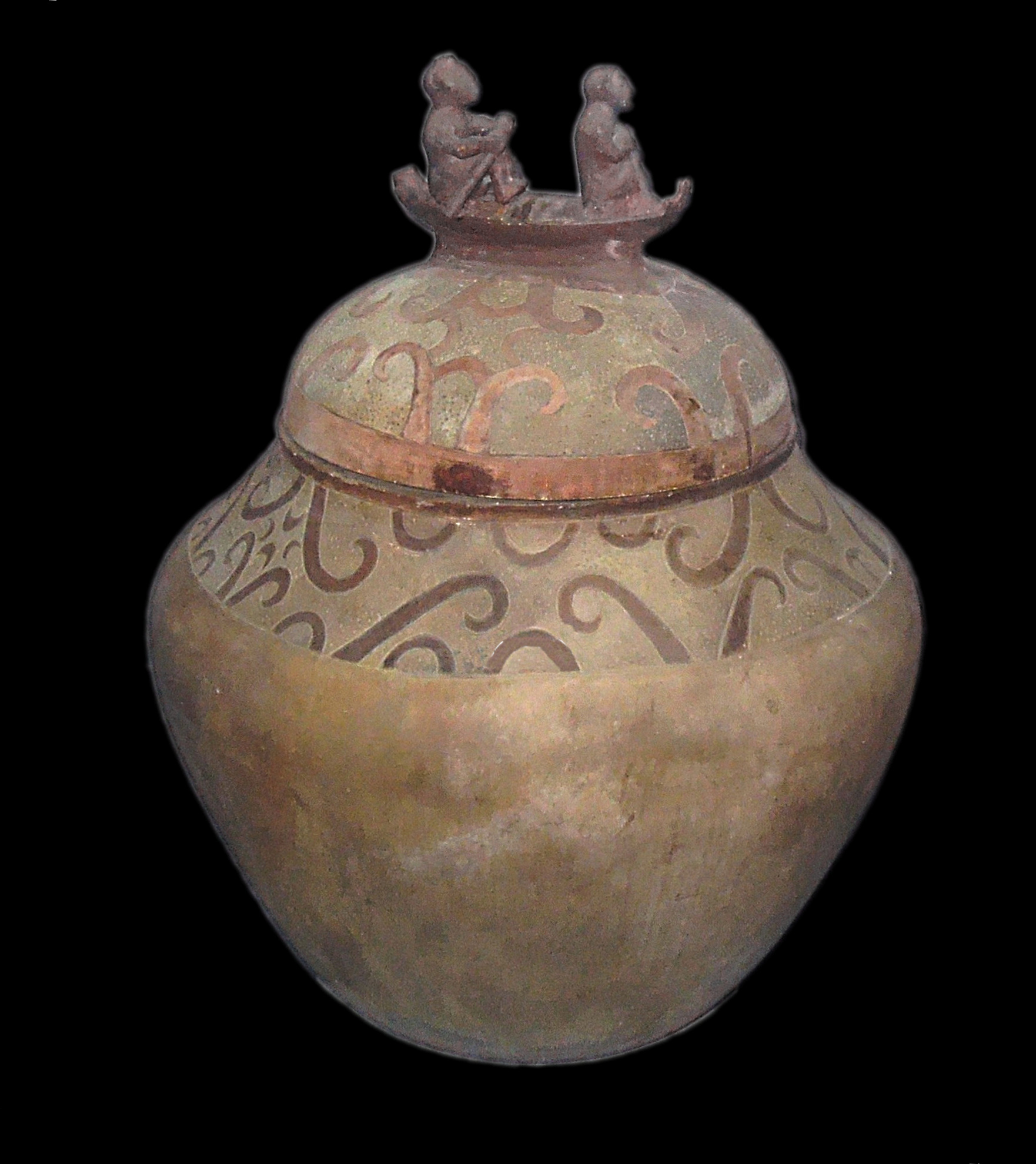
En el tarro de entierro Manunggul, que data del Neolítico y se encontró en las Cuevas de Tabón, en Palawán, se observa una alma y un psicopompo rumbo al mundo de los espíritus en una barquita (890–710 a. C.)

Al espíritu de un antepasado real o guardián de una familia se les conoce como ninunò (lit. ancestro). Se sabe que los antiguos filipinos creían que al morir, el alma (en bisayano kalag y en tagalo kaluluwa) de una persona viaja al mundo de los espíritus, normalmente por barca.

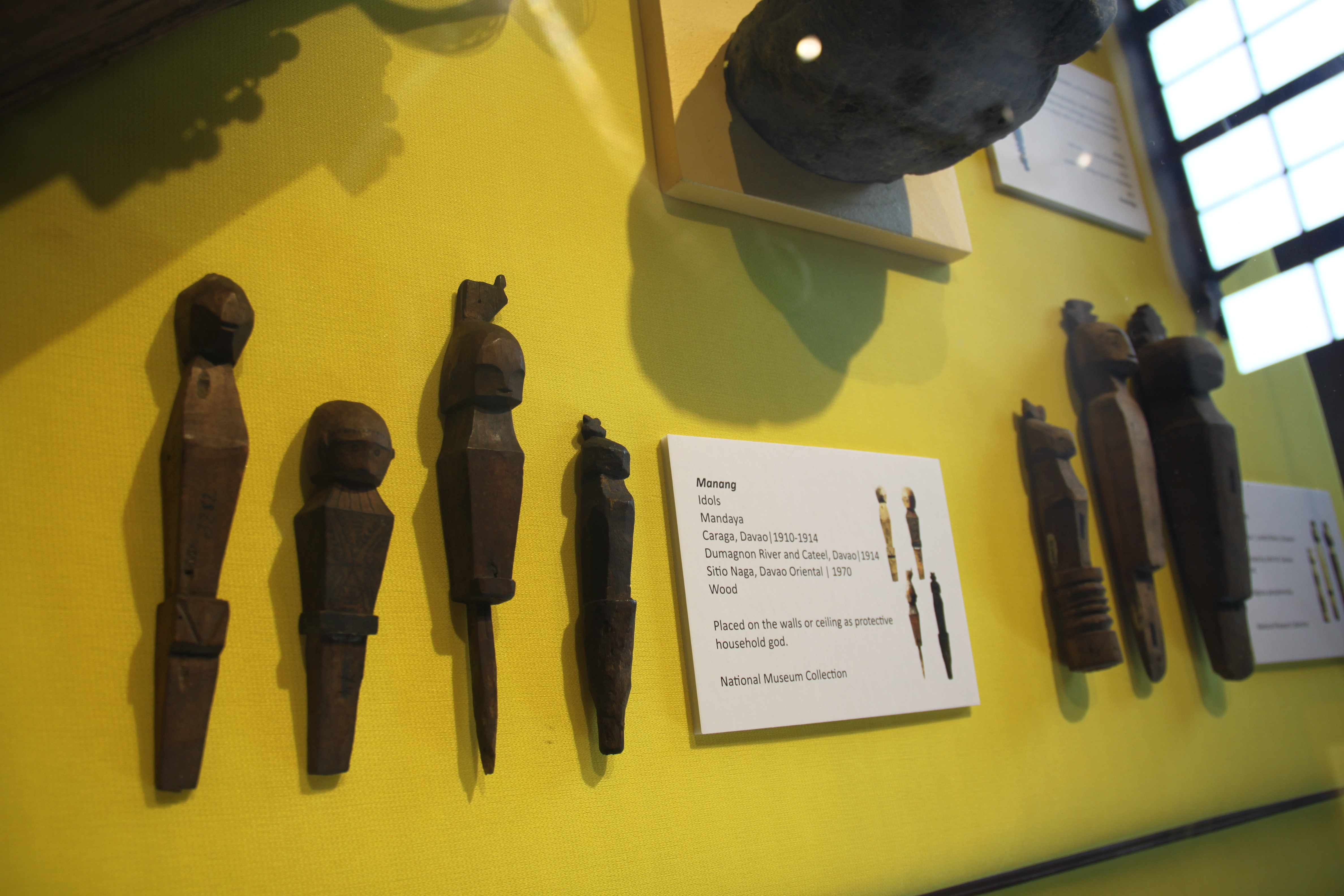
Manang (imágenes talladas) de espíritus guardianes de la etnia mandaya.

En la tradición filipina, el mundo de los espíritus puede tener a su vez diferentes submundos, que varían entre grupos étnicos. Las almas son conducidas a su lugar en el más allá según cómo murieron, la edad en muerte o la conducta de la persona cuando vivía. No obstante, no existían los conceptos de cielo o infierno antes de la introducción del cristianismo e islam; en cambio, el mundo espiritual fue normalmente descrito como un otro mundo que existe junto al mundo material. Las almas se reúnen con sus parientes difuntos en el mundo espiritual y llevan vidas normales en el mundo espiritual, igual que como lo hacían en el mundo material, teniendo cierta influencia sobre éste (y viceversa). La persona que no obró bien en vida, debe limpiar su alma antes de entrar en el mundo espiritual. Finalmente, las almas vuelven para reencarnarse tras un periodo en el mundo espiritual.
Los rituales pag-anito eran practicados para invocar espíritus protectores ninunò de antepasados buenos para protección, consejo o intercesión (kalara o kalda). Los espíritus ninunò que devienen intercesores de las deidades se les llama pintakasi o pitulon. Los espíritus vengativos pueden manifestarse como apariciones o fantasmas (mantiw) y causan daños a personas vivientes. El pag-anito los ahuyenta. Espíritus de antepasado también representados prominently durante enfermedad o muerte, cuando estuvieron creídos para ser los que llaman el alma al mundo de espíritu, guía el alma (un psicopompo), o conocer el alma a llegada.
Los espíritus de antepasado también se conocen como kalading entre los igorotes; tonong en Maguindanao y Maranao; umboh entre los sama-bajau; nunò o umalagad entre tagalos y bisayanos; nonò entre bicolanos; umagad o umayad entre los manobos; y tiladmanin entre los tagbanuás.

### Espíritus de naturaleza y deidades

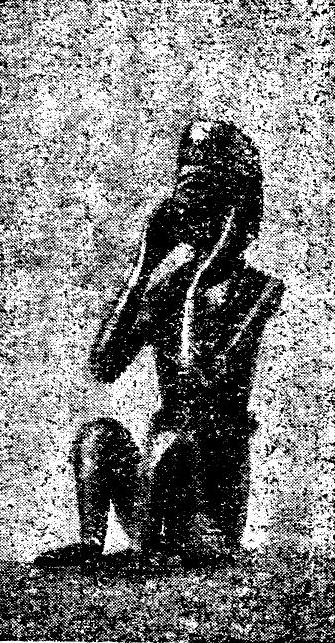
Una estatuilla de oro que representa a un anito igorote. Encontrado en las minas de Suyoc, Mankayan, Benguet (1909)

Los diwata son espíritus que nunca han sido humanos. Estos espíritus pueden variar desde espíritus simples como el diwata de una roca o lugar en particular, a deidades que personifican conceptos abstractos y fenómenos naturales, a deidades que forman parte de un panteón real. También se conocen como dewatu, divata, duwata, ruwata, dewa, dwata, diya, etc., en varios idiomas filipinos; todos se derivan de la sincretización con el sánscrito devata o devá, que significa «deidad». En algunos grupos étnicos como los b'laan y los tagalos, diwata se refiere al ser supremo en su panteón, en cuyo caso todos los demás espíritus, sean humanos o no, se conocen genéricamente como anito. Al igual que en los espíritus ancestrales, se hace referencia al diwata en títulos de parentesco corteses cuando se trata directamente, como apo («anciano») o nuno («abuelo»).
Hay tres tipos generales de espíritus no-humanos. Los primeros son los espíritus ambientales o de la naturaleza, «unidos» a una ubicación particular o fenómeno natural (similar a los «genius loci»). Ellos «poseen» lugares y conceptos como campos agrícolas, bosques, acantilados, mares, vientos, rayos o reinos en el mundo espiritual. Algunos también eran «guardianes» o tótems de varios animales y plantas. Tienen cualidades inhumanas y abstractas, que reflejan sus dominios particulares. Normalmente no aparecen en forma humana y generalmente no tienen género, son andróginos. Raramente se preocupan por los asuntos humanos. Los rituales que involucran a estos espíritus casi siempre se llevan a cabo al aire libre.
El segundo tipo de espíritus son los espíritus «no-unidos» que tienen existencia independiente. Aparecen en animales (generalmente como pájaros) o en formas similares a las humanas, tienen diferenciación de género y tienen nombres personales. Son más parecidos a las hadas del folklore europeo. Estos son los espíritus más comunes para convertirse en abyan (guías espirituales de babaylán), ya que son los más «sociables» y pueden interesarse en las actividades humanas. Estos espíritus generalmente se conocen como engkanto (del español «encanto») en el folclore filipino moderno. A diferencia de los espíritus «atados», estos espíritus pueden ser invitados a hogares humanos, y sus rituales pueden llevarse a cabo tanto en exteriores como en interiores.

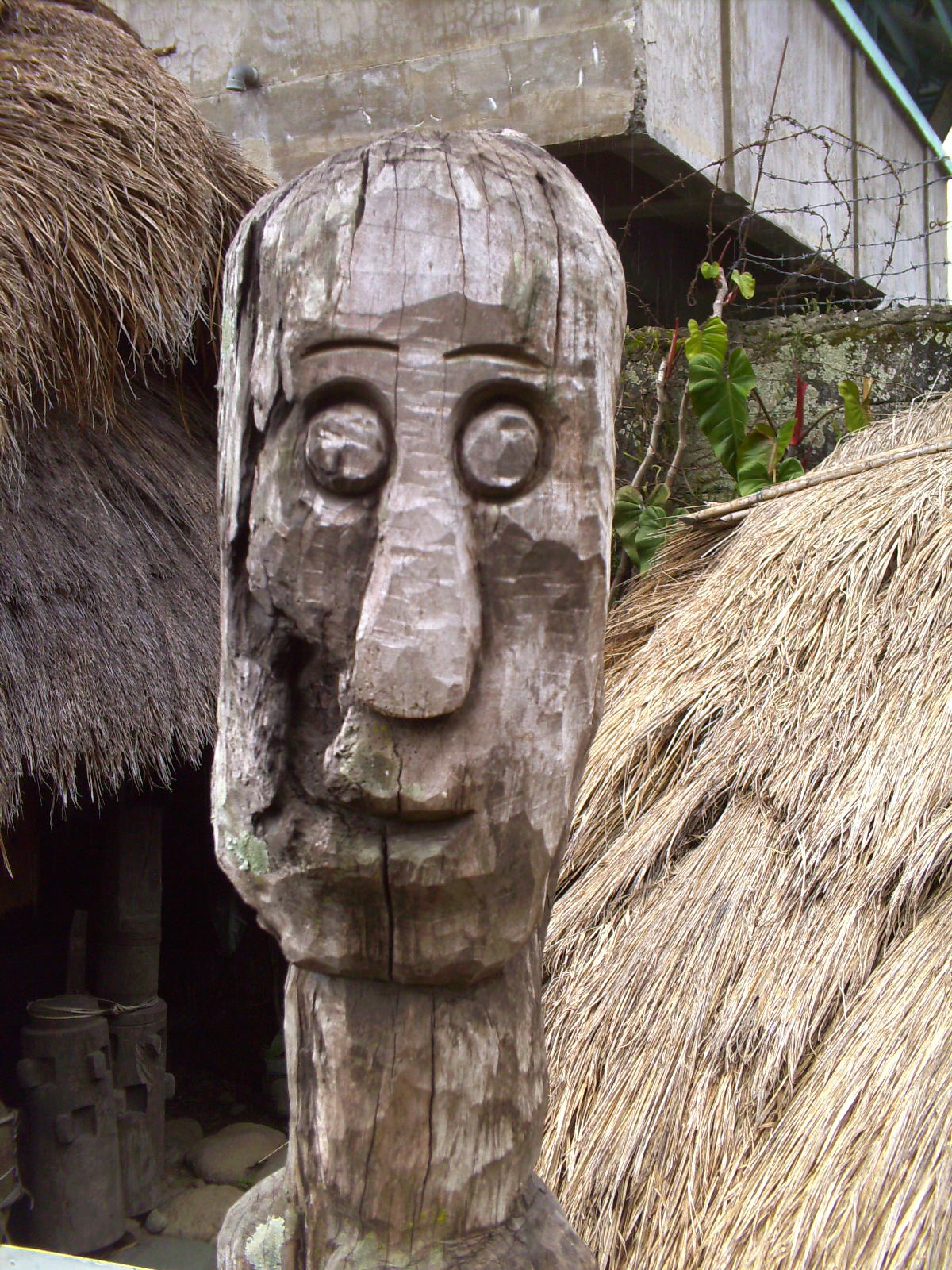
Ato, dios de la fertilidad de los bontoc.

La última es una clase de espíritus o demonios malévolos, así como seres sobrenaturales, generalmente conocidos colectivamente como aswang, yawa o mangalos (también mangalok, mangangalek o magalos) entre tagalos y visayos. Existen numerosos tipos de aswang con habilidades, comportamiento o apariencia específicos. Los ejemplos incluyen sigbin, wakwak, tiyanak y manananggal. Las primeras dos categorías de diwata también pueden ser malévolas, lo que distingue a la tercera categoría es que no se puede recurrir a ellas con ofrendas y son completamente despiadadas. La mayoría de las prácticas asociadas con ellos es alejarlos, desterrarlos o destruirlos. Nunca se abordan ni se veneran en los rituales religiosos.
Raramente se habla abiertamente de los diwatas por temor a atraer su atención. En su lugar, se les conoce con eufemismos como «aquellos que no son como nosotros» (en bisayano: dili ingon nato, en tagalo: hindi kagaya natin) o varios nombres, como banwaanon o taga-banwa, que se traducen literalmente como «habitante del lugar». Entre los tagalos, los espíritus de naturaleza no-humana también se denominan eufemísticamente como lamanglupa («[habitantes de] las entrañas de la tierra») o lamangdagat («[habitantes de] las profundidades del mar»), dependiendo de su dominio.
Los diwatas existen tanto en el mundo material como en el mundo espiritual. Pueden no tener forma o tener un cuerpo material. También pueden hacerse cargo de un cuerpo a través de la posesión espiritual (en bisayano: hola, hulak, tagdug o saob; en tagalo: sanib), una habilidad esencial para las sesiones de pag-anito. Se cree que son capaces de cambiar de forma (baliw o baylo), volverse invisibles o crear visiones o ilusiones (anino o landung, «sombra»). Sus poderes, sin embargo, se limitan a su dominio particular. Un diwata de un bosque, por ejemplo, no tiene dominio sobre el mar. La mayoría son generalmente benevolentes o caprichosamente neutrales, aunque pueden causar desgracias y enfermedades si se enojan, faltan al respeto o se encuentran por error. Otras características comunes de los diwatas son que se perciben como una presencia invisible «fría» (en contraste con los espíritus humanos «cálidos»); que no dejan huellas (a diferencia de los espíritus humanos); y que sienten el mundo y «comen» por medio del olfato. Se dice que los diwatas que toman forma humana son de piel pálida y podrían distinguirse de los humanos por la ausencia de un surco nasolabial en el labio superior.

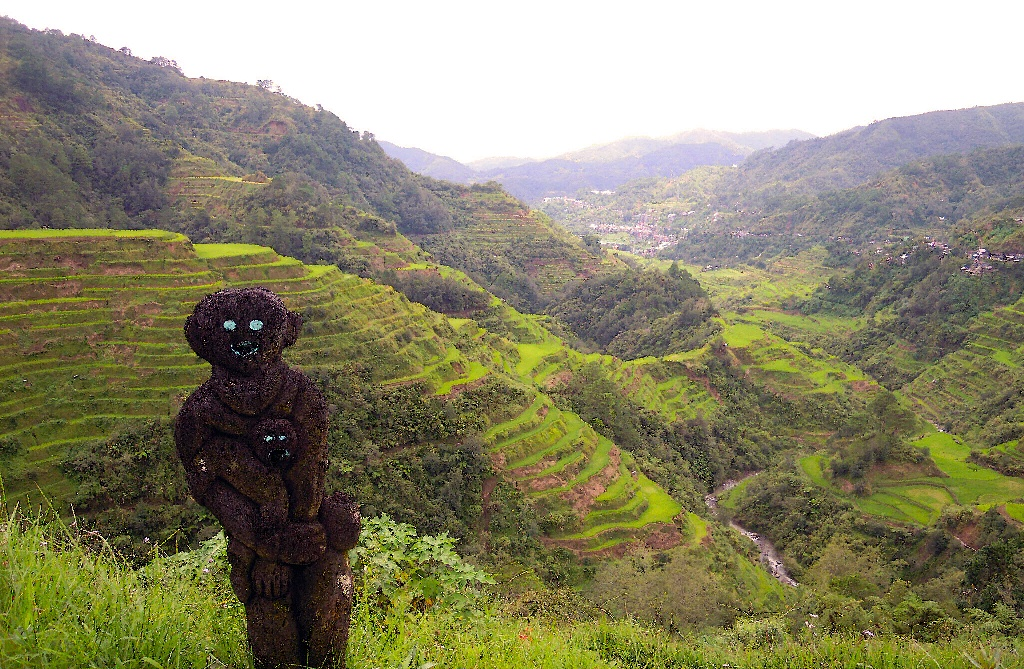
Un hogang de los ifugao en las terrazas de arroz de Banaue, espíritus guardianes tallados en troncos de helechos arborescentes generalmente colocados a lo largo de caminos y en las afueras de la aldea.

Los diwatas a menudo se conocen por sus aparecimientos a personas desprevenidas en forma humana o animal, a veces causando daños involuntarios. También pueden engañar deliberadamente a los mortales, seduciendo o secuestrando a hombres y mujeres hermosos en el mundo espiritual. Se cree que ciertos lugares son propiedad de un diwata o son fronteras del mundo espiritual. Normalmente se evitan o solo se ingresan con precaución, especialmente durante el crepúsculo, cuando se cree que los diwatas cruzan del mundo espiritual al mundo material. El daño o enfermedad causada por diwata se conoce como buyag en bisayano y usog en tagalo. Las personas que fueron perjudicadas por las interacciones con diwata se les dice coloquialmente que fueron «saludadas» (bisayano: gibati, tagalo: nabati) o «burladas» (bisayano: gidulaan, tagalo: napaglaruan o nakatuwaan) por el diwata.
Para evitar enojar inadvertidamente a un diwata, los filipinos realizan un recurrente pasintabi sa nuno («disculparse respetuosamente» o «pidiendo permiso a los antepasados para fallecer»). Esto se hace diciendo las frases tao po («un humano [está falleciendo]», «anciano»), tabi po o tabi apo («con su permiso, anciano»). al pasar por un lugar que se cree que está habitado por un diwata.
También se cree que los diwata pueden aparearse con humanos. La superstición local cree comúnmente que las personas nacidas con trastornos congénitos (como albinismo o sindactilia) o que muestran una belleza o comportamiento inusual son los hijos de diwata que sedujeron (o a veces violaron) a sus madres.
Durante el período español, los diwata se sincretizaron con los elfos y hadas en la mitología y el folklore europeos, y se les dio nombres como dwende (del castellano, «duende»), engkantador o engkanto («encanto»), hechicero, sirena o maligno. Entre los grupos musulmanes de Filipinas, estos espíritus de naturaleza son normalmente llamados jinn o saitan, debido a la influencia de mitología islámica.

## Sitios y objetos religiosos

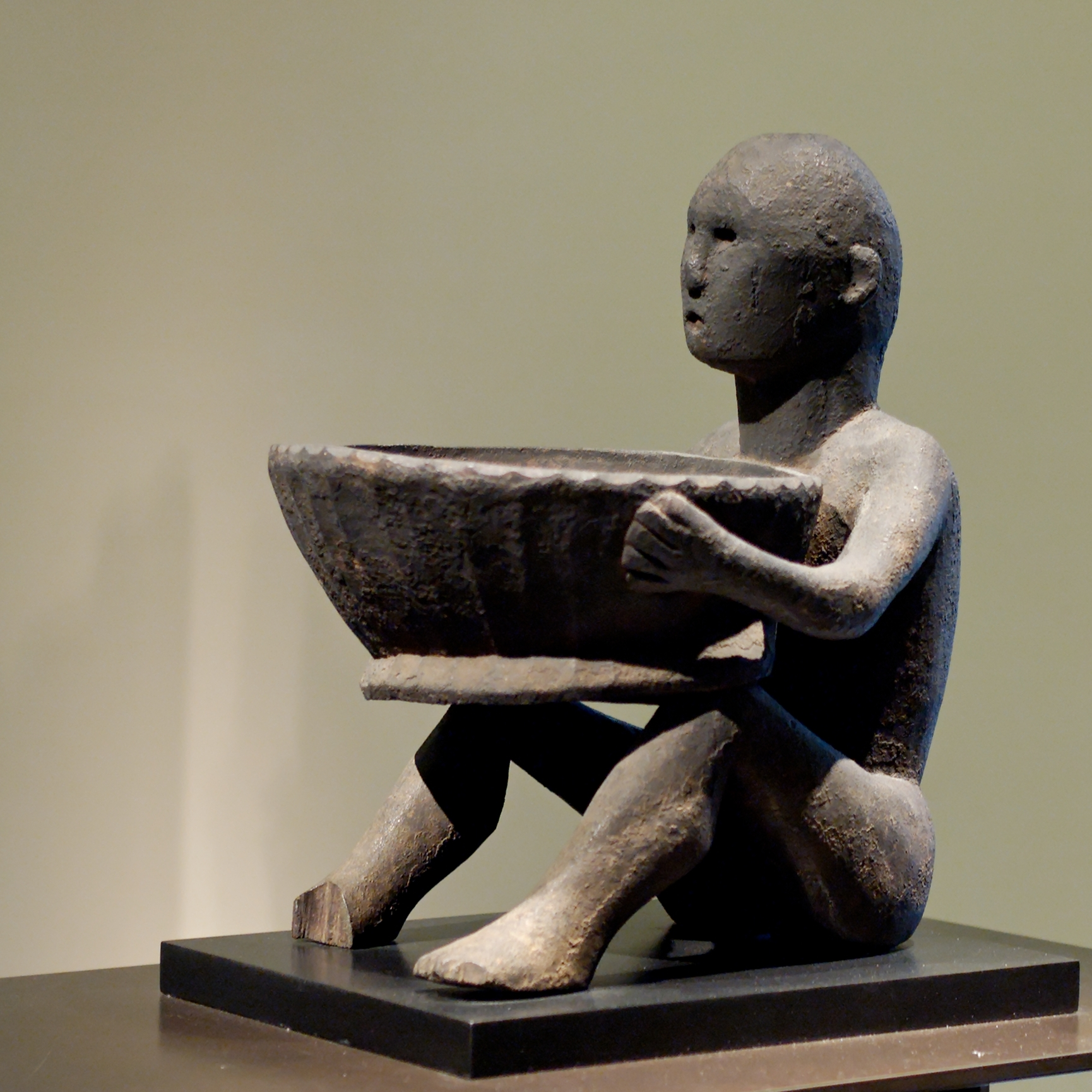
Siglo XV bulul con un pamahan (ceremonial bol) en el Museo de Louvre

Los espíritus ancestrales generalmente estaban representados por figuras talladas. Estos se conocían como taotao («pequeño humano», también taotaohan, latawo, tinatao o tatao), bata-bata («niño pequeño»), ladaw («imagen» o «semejanza»; también laraw, ladawang, lagdong, o larawan), o likha («creación»; también likhak) en la mayoría de las Filipinas. Otros nombres incluyen bulul (también bulol o bul-ul) o tinagtaggu (también tinattaggu) entre los igorote; manaug entre los lumad; tagno entre bicolanos. Entre los tagalos, a los taotao también se les llamaba lambana («altar» o «lugar sagrado»), después de la ubicación en la que generalmente se guardan

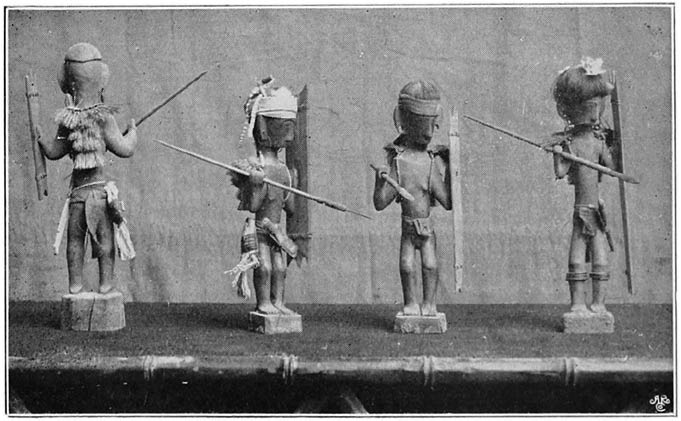
Estatuillas igorotes hipags, que representan a los dioses de la guerra (~1900)

Los taotao solían ser austeras figuras talladas en madera, piedra o marfil. Algunos taoatao encontrados por los españoles estaban hechos de metales preciosos o adornados con oro y joyas, pero estos eran muy raros. Los taotao casi siempre se representaban en posición en cuclillas con los brazos cruzados sobre las rodillas, lo que recuerda a la posición fetal, la postura cotidiana de conversación, así como la disposición de los cuerpos fallecidos para los antiguos filipinos. Sin embargo, algunas figuras se representan de pie o haciendo actividades cotidianas como bailar, machacar arroz o amamantar un bebé.

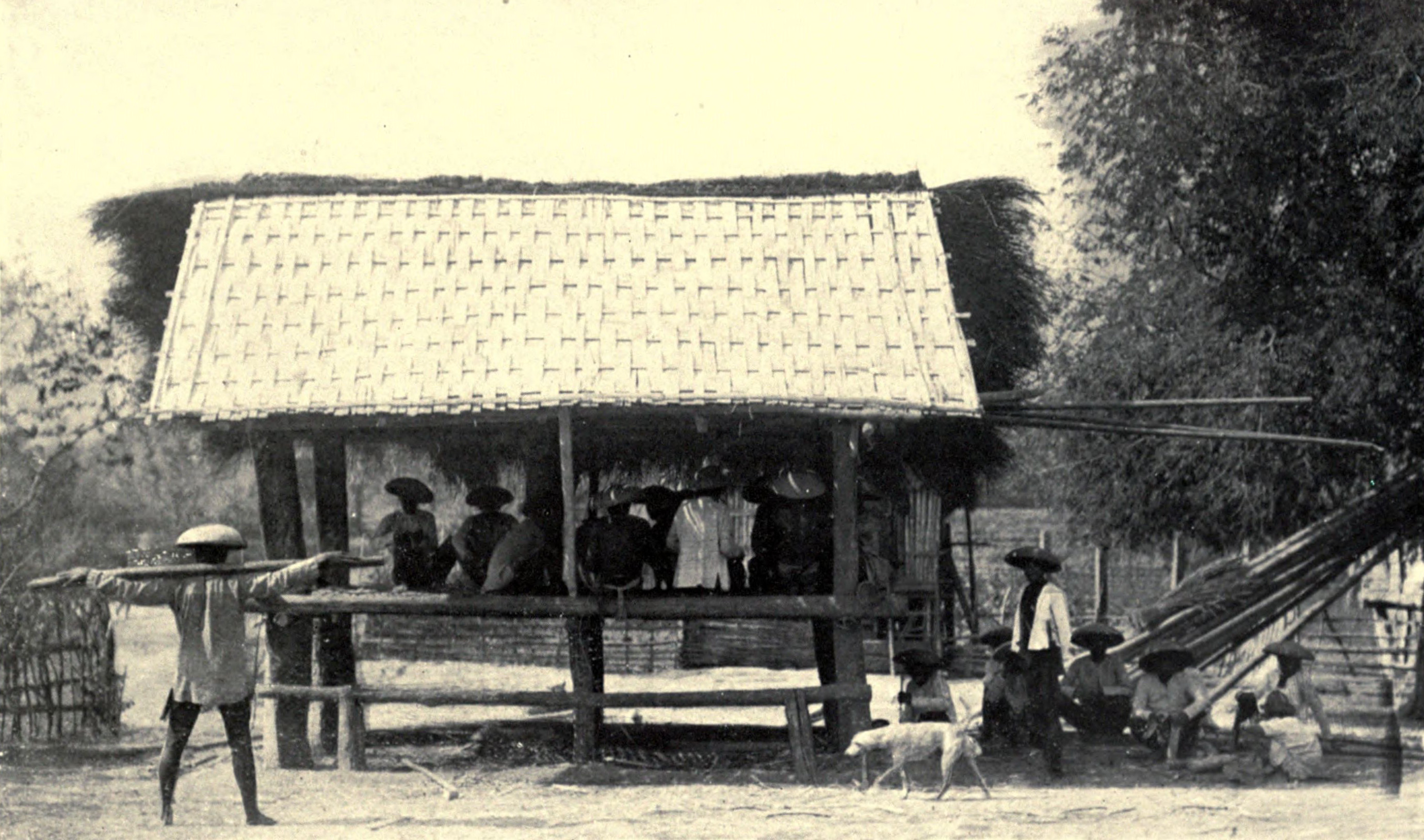
Un balaua, una casa de espíritus grande utilizada entre los itnegs para rituales comunitarios dedicados a los anito (1922)

La mayoría de los taotao representan a una persona fallecida, generalmente tallada por la comunidad en su funeral. Como tal, puede haber cientos de taotao en una sola aldea, algunos de ellos con siglos de antigüedad.

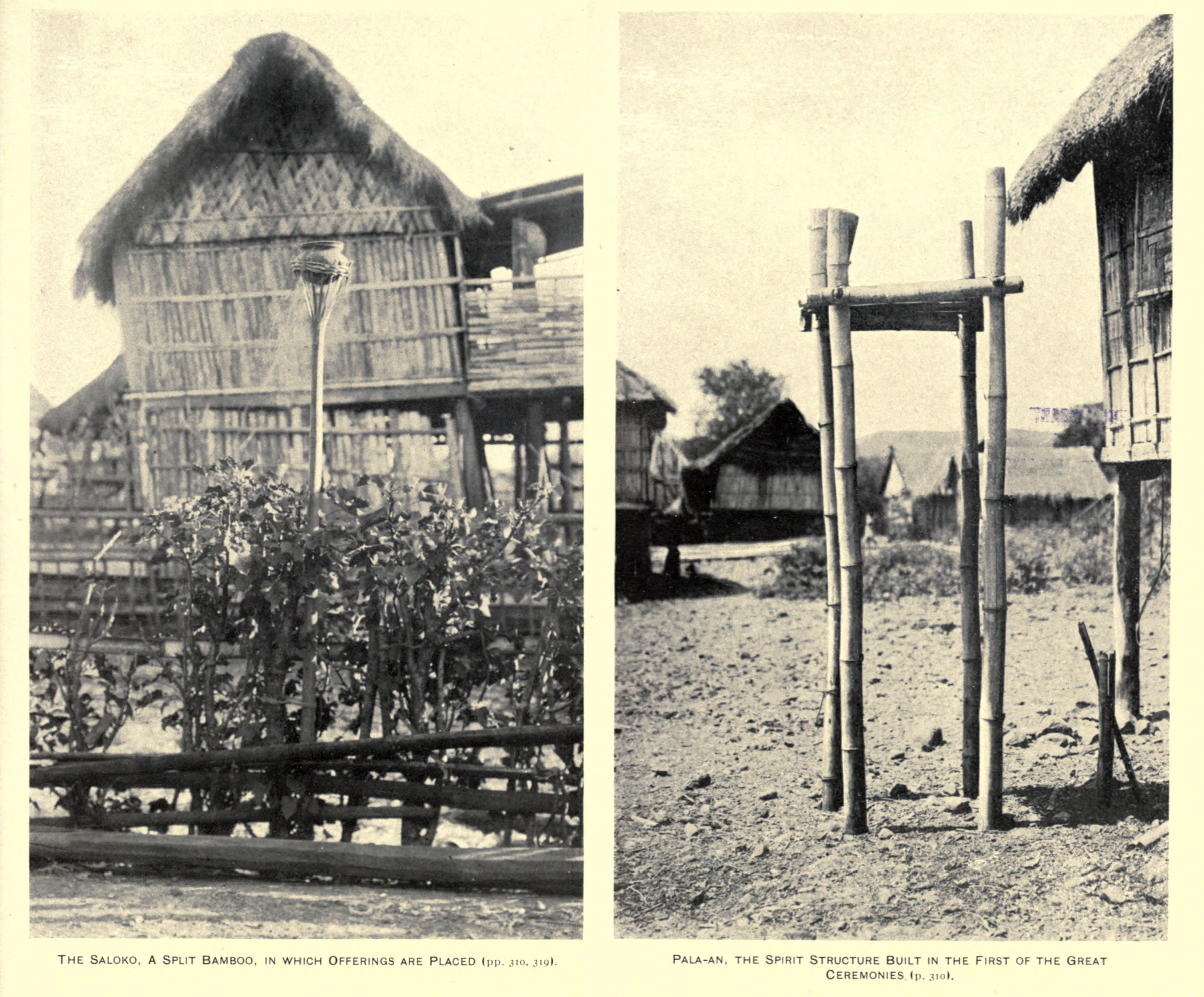
Altares ceremoniales salako (izquierda) y palaan (derecha) del pueblo itneg (1922).

En casos muy raros, los diwatas se puede representar como taotao en forma antropomórfica, como quimeras o criaturas legendarias, o como animales. Estos incluyen una clase especial de figuras llamadas hipag entre los igorotes que representan deidades de guerra, así como kinabigat (postes de madera tallados) y hogang (postes de helechos de árbol tallados utilizados como marcadores de límites y como barreras contra daños). Como regla general, sin embargo, los diwata no se representan generalmente como taotao o por ninguna representación hecha por el hombre.
Los taotao no eran intrínsecamente sagrados. Eran representaciones de los espíritus, no los espíritus en sí. Solo se volvieron sagrados durante su uso en un ritual pag-anito. Sin el espíritu que representan, son tratados como piezas mundanas de madera tallada o piedra esculpida. El autor anónimo de la Relación de la conquista de la isla de Luzón de 1572 describe los rituales pag-anito del pueblo tagalo como tales:

Cuando cualquier jefe está enfermo, invita a su familia y ordena que se prepare una gran comida, que consiste en pescado, carne y vino. Cuando todos los invitados están reunidos y la fiesta se presenta en unos platos en el suelo dentro de la casa, se sientan también en el suelo para comer. En medio de la fiesta (llamada manganito o baylán en su lengua), pusieron al ídolo llamado Batala y ciertas mujeres de edad que se consideran sacerdotisas, y algunas indias de edad avanzada, ni más ni menos. Le ofrecen al ídolo algo de la comida que están comiendo, y lo invocan en su lengua, rezándole por la salud del enfermo por el que se celebra la fiesta. Los nativos de estas islas no tienen altares ni templos en absoluto. Este manganito, o deleite borracho, para darle un mejor nombre, generalmente dura siete u ocho días; y cuando termina, toman los ídolos y los colocan en los rincones de la casa, y los mantienen allí sin mostrar ninguna reverencia.
Relación de la Conquista de la Isla de Luzón (1752)

En cualquier caso, los taotao muy antiguos transmitidos de generación en generación son apreciados como reliquias familiares. Entre los igorote, trozos de taotao también se pueden cortar y hervir en un té medicinal.
Los taotao se mantenían comúnmente en esquinas o pequeños estantes dentro de casas o graneros. Los misioneros españoles registraron que los taotao estaban presentes en todos los hogares filipinos, sin importar cuán pobres fueran.
Cuando los misioneros españoles llegaron a Filipinas, la palabra anito se asoció con estas representaciones físicas de espíritus que figuraban prominentemente en los rituales pag-anito. Durante la ocupación estadounidense de Filipinas (1898–1946), el significado de la palabra española ídolo (en el sentido de «cosa adorada») se combinó aún más con la palabra inglesa idol. Así, en el idioma filipino moderno, anito se ha referido casi exclusivamente a las figuras taotao talladas, en lugar de a los espíritus mismos.

### Altares y áreas sagradas

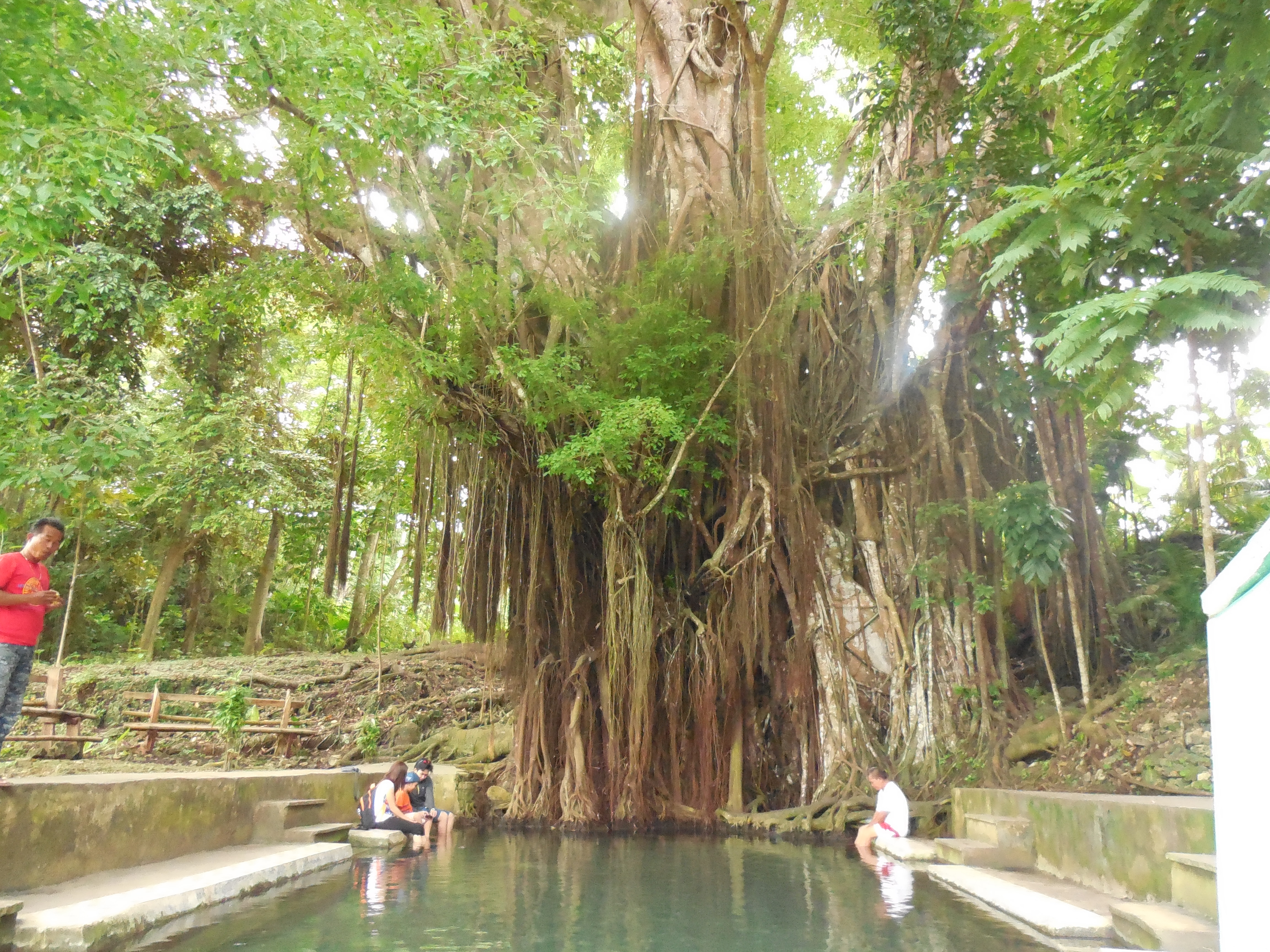
Se cree que un diwata habita este árbol balete de 400 años en Lazi, con un manantial natural entre sus raíces.

Los antiguos filipinos no tenían templos o edificios permanentes de culto. Sin embargo, tenían casas espirituales semipermanentes. Pueden variar en tamaño desde pequeñas plataformas techadas hasta estructuras similares a una casa pequeña (pero sin paredes). Estos se conocían como magdantang en bisayano y ulango o simbahan en tagalo. También se pueden usar como lugares para almacenar taotao. Entre los bicolanos, los taotao también se mantuvieron dentro de cuevas sagradas llamadas moog.
Durante ciertas ceremonias, los anitos son venerados a través de altares temporales cerca de lugares sagrados. Estos fueron llamados latangan o lantayan en bisayano y dambana o lambana en tagalo. Estos altares de bambú o ratán son idénticos en la construcción básica en la mayor parte de Filipinas. Eran pequeñas plataformas sin techo o postes de pie separados en la punta (similar a una antorcha tiki). Sostenían cáscaras de coco a la mitad, platos de metal o tarros de martabán como receptáculos para las ofrendas. Los taotao a veces también se puede colocar en estas plataformas.
Otros tipos de lugares sagrados u objetos de culto de diwata incluyen la manifestación material de sus reinos. Los más venerados fueron los árboles balete (también llamados nonok, nunuk, nonoc ...etc.) y los hormigueros o termiteros (punso). Otros ejemplos incluyen montañas, cascadas, arboledas, arrecifes y cuevas.

### Animales de espíritu

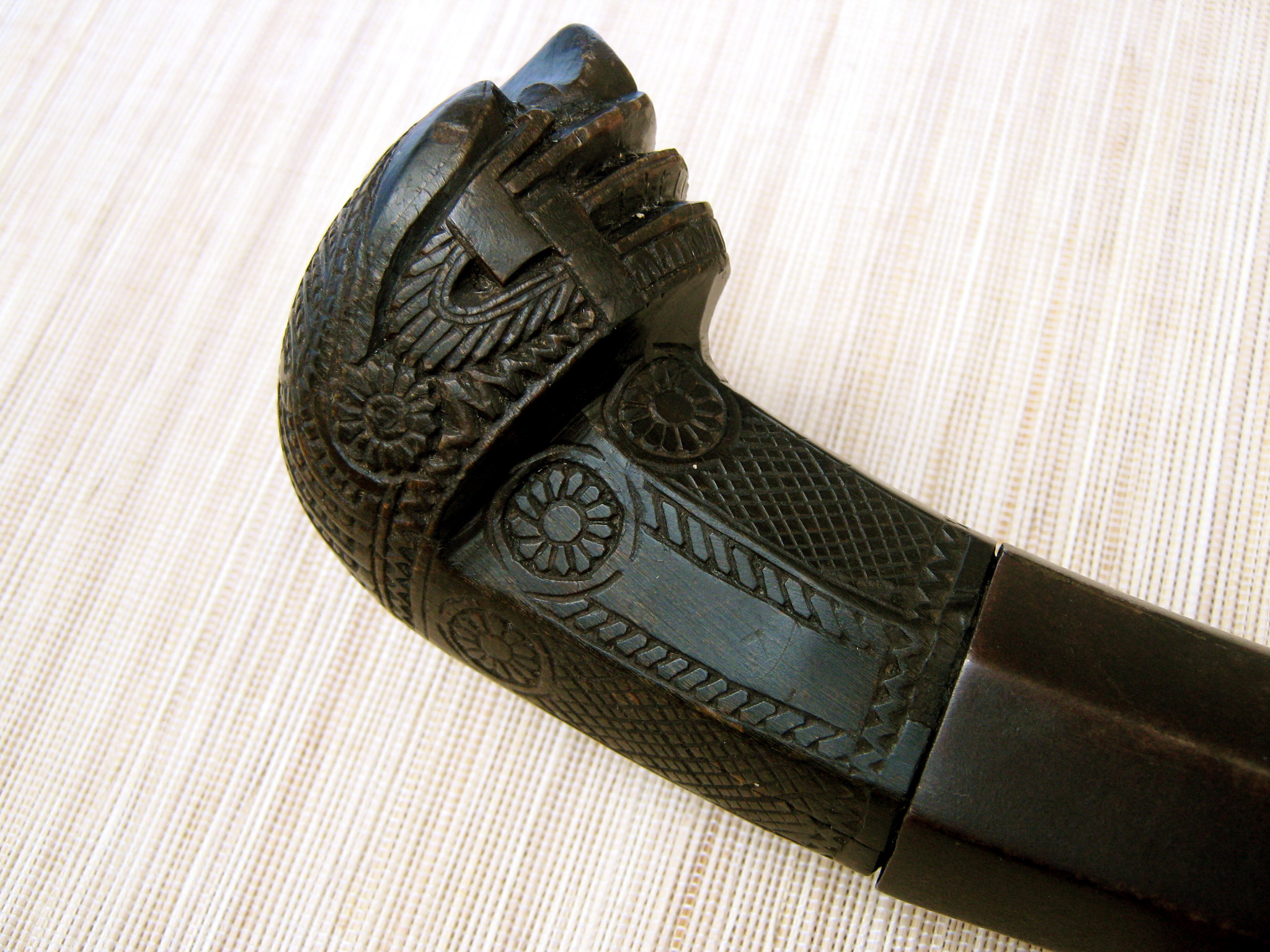
Empuñadura con forma de cabeza de dragón Bakunawa, en una espada tenegre bisayana.

Algunos animales fueron venerados como sirvientes o manifestaciones de diwata, o bien como espíritus poderosos ellos mismos. Entre ellos, el cocodrilo, la culebra, el lagarto varano, el geco tucó y varios pájaros. Incluye también criaturas legendarias como el dragón o serpiente Bakunawa, el pájaro gigante Minokawa del Bagobo, y el colorido Sarimanok del Maranao.
Las aves de presagio eran particularmente importantes. Las aves de presagio más comunes eran palomas con plumas iridiscentes verdes o azules llamadas limokon (generalmente la paloma esmeralda, la paloma imperial o las palomas fapitreras). Otras aves de presagio son la irena o «hada azul» (tigmamanukan, balan tikis, balatiti o bathala entre los tagalos; y batala entre los kapampangans), el martín pescador (salaksak entre los ilocanos, igorotes y sambales); y los dicéidos (pitpit, ichaw, ido o labeg entre los igorotes).

## Rituales y chamanes

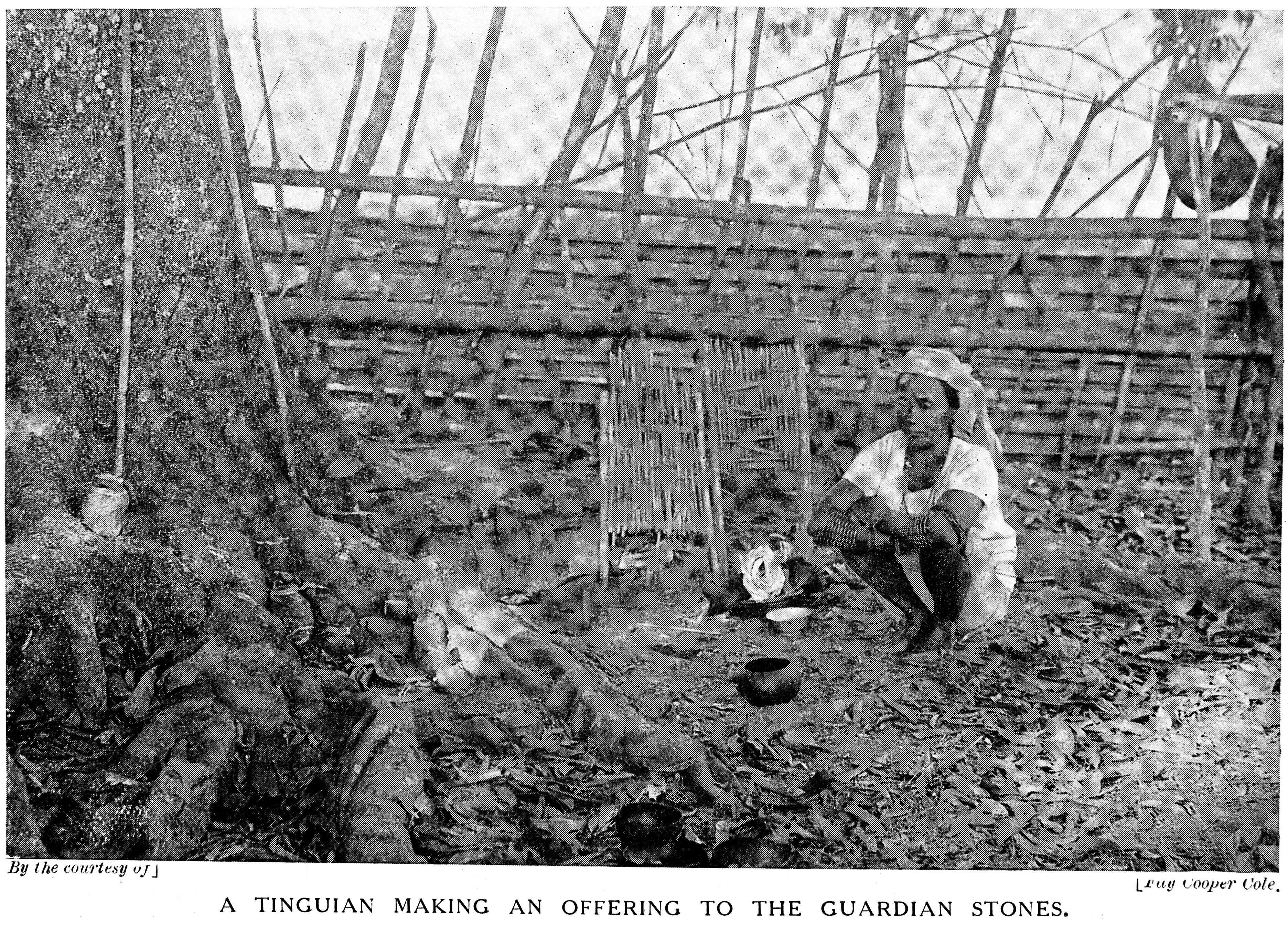
Una fotografía de 1922 de un chamán itneg haciendo una ofrenda a un apdel, un anito guardián de su aldea. Se cree que el apdel reside en las piedras desgastadas por el agua conocidas como pinaing.

El anitismo no era una religión basada en el culto. Exceptuando a los buenos espíritus ancestrales y los pocos diwata benévolos, la mayoría de los anitos eran temidos, no venerados. Para una persona común, los diwata se consideraban seres peligrosos que debían evitarse o aplacarse. Cuando era necesaria la interacción, realizaban un ritual conocido como pag-anito (también mag-anito o anitohan). Estos generalmente están dirigidos a espíritus ancestrales. Cuando la ceremonia de pag-anito es para un diwata, el ritual se conoce como pagdiwata (también magdiwata o diwatahan).
Cualquier cabeza de familia puede realizar rituales pag-anito menores como orar por un mejor clima o desterrar la mala suerte. Sin embargo, los principales rituales pag-anito requerían los servicios de la chamán de la comunidad (babaylán o baylan en bisayano; katalonan o manganito y en tagalo).
Se cree que las chamanas son «escogidos» por un diwata concreto que deviene su guía espiritual. Se suponía que esto sucedería después de pasar los ritos de iniciación de una chamana mayor de la cual fuese aprendiz (generalmente un pariente). En algunos casos, algunas chamanas adquieren su estado después de recuperarse de una enfermedad grave o un episodio de locura. En la mayoría de los grupos étnicos filipinos, los chamanes eran casi siempre mujeres. Los pocos hombres que obtienen el estatus de chamán generalmente eran asog o bayok, hombres que se vestían como mujeres y vivían como mujeres (incluso casándose con hombres).

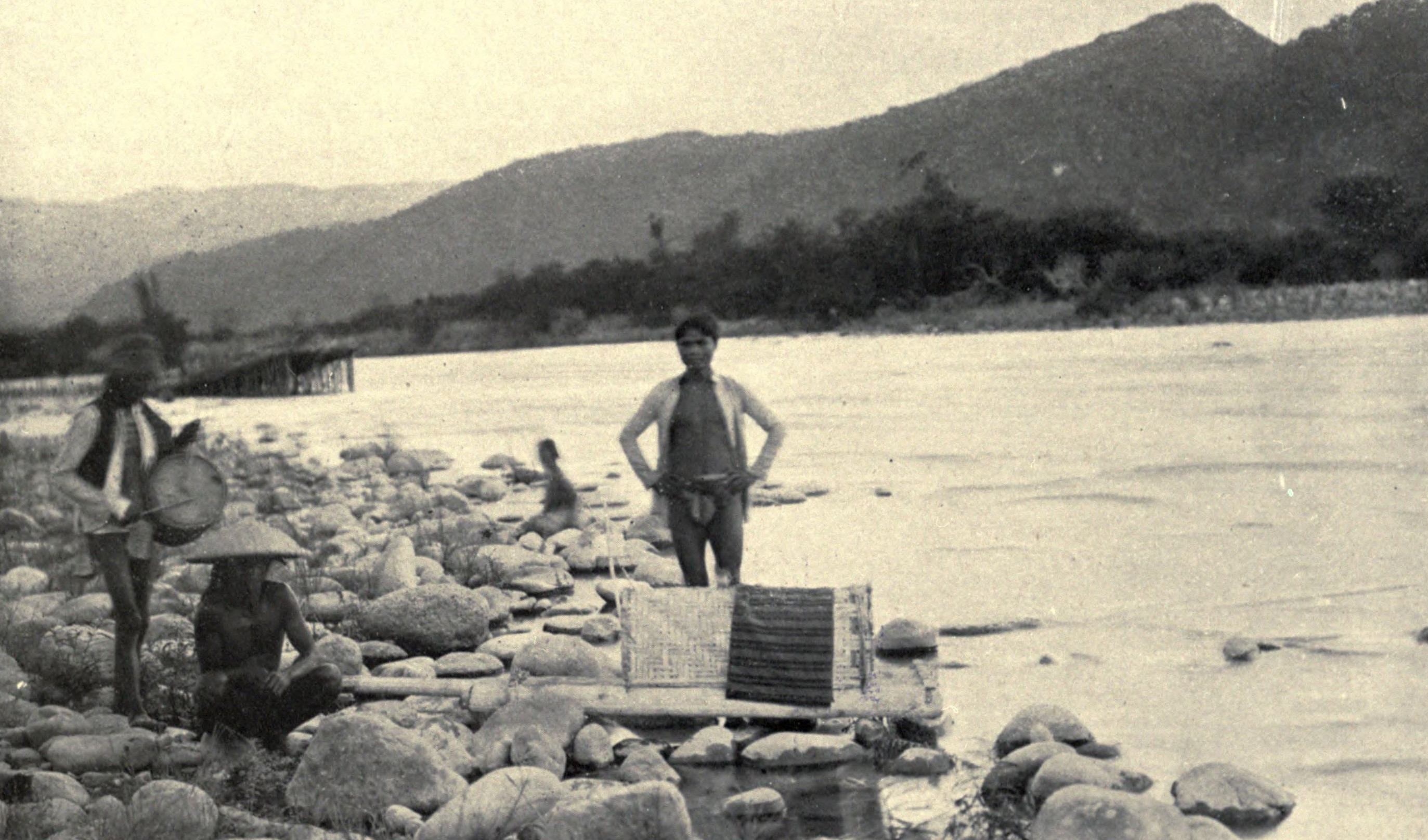
En el pueblo itneg, las personas lanzan al mar taltalabong, barcas de espíritus anito con ofrendas (1922)

Los principales rituales pag-anito se centran en una sesión espiritista. Debido a su relación especial con sus espíritus compañeros, las chamanas pueden actuar como médium para otros anitos, permitiendo que los espíritus posean temporalmente sus cuerpos. Esta posesión ocurre después de que la chamán entra en un estado de trance. Esto le permite al espíritu comunicarse verbalmente con los participantes, así como representar físicamente los eventos en el mundo de los espíritus. En el momento de la posesión, las chamanas muestran un cambio en el comportamiento y la voz. A veces pueden sufrir ataques y volverse lo suficientemente violentos como para requerir restricciones. El ritual termina cuando el espíritu se va y la chamán despierta.
Los espíritus eran invitados al ritual a través de ofrendas y sacrificios durante y después de las ceremonias. Estos dependían de qué espíritu se invocaba, pero las ofrendas suelen ser una pequeña porción de las cosechas, comida cocinada, vino, adornos de oro o nuez de betel. La sangre de un animal también era generalmente parte de las ofrendas, vertidas directamente en el taotao o en un recipiente delante de ellos. Estos comúnmente provienen de pollos o cerdos, pero también pueden ser de carabaos o perros. La sal y las especias generalmente se evitan, ya que se cree que son desagradables para el anito. No hay registros de sacrificios humanos ofrecidos a anito durante el período español de Filipinas, excepto entre los bagobos en el sur de Mindanao, donde prevaleció hasta principios del siglo XX.
Otro ritual pag-anito común en la mayoría de los grupos étnicos filipinos implica el uso de botes espirituales. Por lo general, eran tarros en miniatura cargados de ofrendas a la deriva desde las riberas y costas.

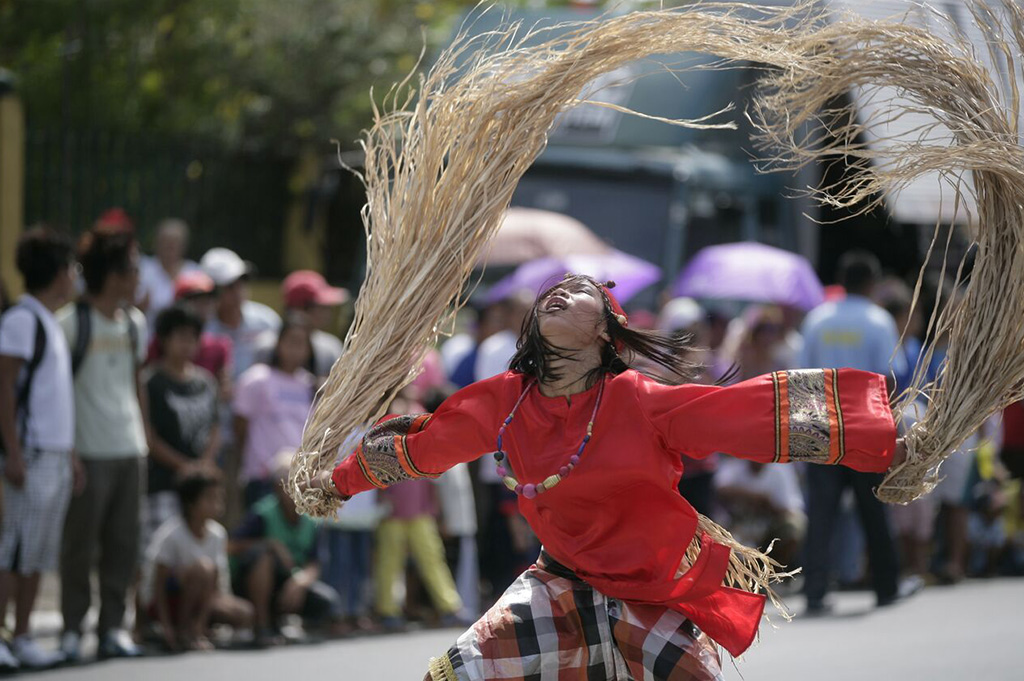
Una artista que representa a una chamana en el Babaylan Festival de Bago, Negros Occidental (2015).

Los pag-anito se puede realizar solo o en conjunto con otros rituales y celebraciones. Pueden ser rituales personales o familiares o eventos comunitarios estacionales. Pueden variar considerablemente entre diferentes grupos étnicos. Los pag-anito más comunes eran súplicas por cosechas abundantes, curas por enfermedades, victoria en la batalla, oraciones por los muertos o bendiciones.
Diferentes grupos étnicos tenían diferentes panteones diwata y rituales asociados con ellos, aunque a veces las deidades se comparten en los grupos étnicos vecinos. Además, las diferentes comunidades también tienen su propio patrón local, diwata.

## Diwata y Anito en la Mitología Filipina y Creencias Contemporáneas
La religión y la mitología difieren en alcance, pero tienen aspectos que se superponen. Ambas son sistemas de conceptos que tienen una gran importancia para una determinada comunidad. Desconectado de su sistema religioso, un mito puede perder su relevancia inmediata para la comunidad y evolucionar, alejándose de su importancia sagrada, para convertirse en una leyenda o cuento popular.
La comprensión moderna filipina de diwata, específicamente en la mitología y el folclore, abarca significados como musa, hada, ninfa, dríade o incluso deidades (dios o diosa). Se cree que la palabra proviene del sánscrito devata (deidad). En tiempos contemporáneos, Diwata se usa como un término neutral en cuanto al género, que abarca deidades, espíritus de la naturaleza y entidades místicas. Este uso amplio refleja la naturaleza inclusiva de las creencias prehispánicas originales, pero se enfoca más en seres asociados con la naturaleza y la guía espiritual, en lugar de criaturas malévolas o mitológicas específicas.Se excluyen figuras como Sirena y Nuno sa Punso y el término maligno ("espíritu maligno"). Actualmente, el término Engkanto sirve como un término más amplio que abarca una variedad de seres sobrenaturales, incluidos duende, sirena y otros, separándolos aún más del papel centrado en la naturaleza de las Diwatas. En el folclore y las historias modernas, Diwata a menudo se asocia con pequeñas hadas aladas conocidas como Lambana. Estas criaturas se representan como seres diminutos y delicados con alas, evocando la imagen tradicional de las hadas. Curiosamente, Lambana es un homónimo de la palabra Dambana, que en el tagalo moderno se refiere a un "altar" o "capilla". Este doble significado resalta cómo el lenguaje y los términos culturales han evolucionado e interactuado con el tiempo. El uso moderno de Diwata se ha restringido para excluir ciertos seres, creando una identidad más específica para estos espíritus de la naturaleza y seres celestiales, mientras que otros términos han surgido o evolucionado para describir diferentes entidades sobrenaturales en el folclore filipino.
De manera similar, el término Anito—ampliamente entendido hoy en día como una referencia a los espíritus ancestrales, espíritus de los muertos y espíritus malignos—podría derivar del proto-malayo-polinesio qanitu y del proto-austronesio qanicu, ambos términos que significan espíritus ancestrales, espíritus de los muertos, espíritus malignos y los ídolos de madera o fetiches que los representan. Para los católicos, los anitos son considerados espíritus malignos y demonios.

## En cultura popular
- El Festival Babaylan de Bago, Negros Occidental, junto con el Diwata sang Bago (un concurso de belleza) es un festival de baile que se celebra en las calles para honrar las tradiciones chamánicas en las Bisayas.[46]
- El Festival de Artes Kamarikutan Pagdiwata de Puerto Princesa está inspirado en el ritual preservado de pagdiwata entre el pueblo tagbanuá de Palawán.[47]
- Anito: Defend a Land Enraged es un juego de rol lanzado en 2003 por Anino Entertainment. Fue el primer videojuego que fue producido y diseñado en su totalidad por un equipo de desarrolladores de juegos filipinos, y se le acredita por ayudar a generar el nacimiento de la industria del desarrollo de juegos en Filipinas.